# 卡巴里奥
卡巴里奥（法語：Cabariot，法語發音：[kabaʁjo]）是法国滨海夏朗德省的一个市镇，位于该省中西部，属于罗什福尔区。

## 地理
卡巴里奥（45°55'32"N, 0°51'25"W）面积15.12 平方千米，位于法国新阿基坦大区滨海夏朗德省，该省份为法国西部滨海省份，北起旺代省，西临大西洋，南至吉倫特省，东南接多爾多涅省，东北接德塞夫勒省接壤，东临夏朗德省。
与卡巴里奥接壤的市镇（或旧市镇、城区）包括：博尔、尚多朗、吕桑、圣伊波利特、托奈夏朗德、拉瓦莱。

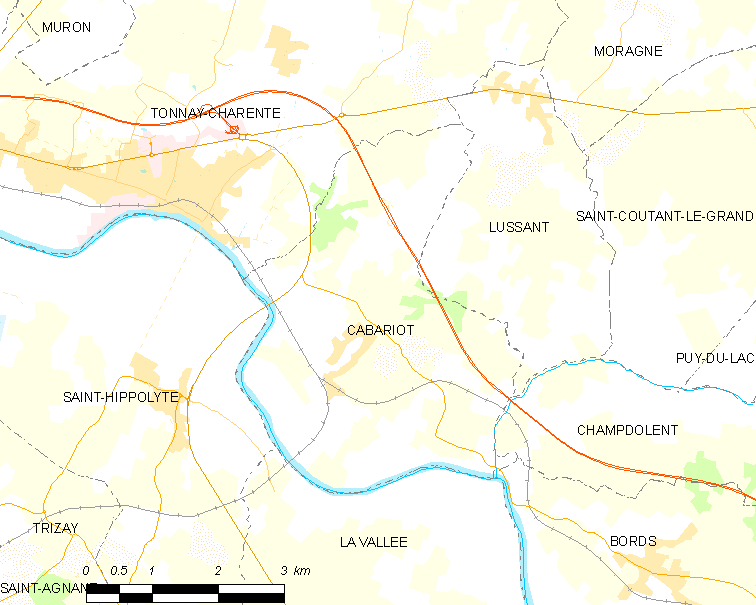
卡巴里奥的OSM定位图

卡巴里奥的时区为UTC+01:00、UTC+02:00（夏令时）。

## 行政
卡巴里奥的邮政编码为17430，INSEE市镇编码为17075。

## 政治
卡巴里奥所属的省级选区为托奈夏朗德县。

## 人口

1962-2008年间卡巴里奥人口变化图示

卡巴里奥于2022年1月1日时的人口数量为1470人。